# Grond (Tolkien)
Grond is een wapen dat voorkomt in de boeken van J.R.R. Tolkien.
Het was de strijdhamer van Morgoth. Het stond bekend onder de naam de hamer van de onderwereld.
Het was de naam van het wapen waarmee Morgoth Fingolfin doodde tijdens een tweegevecht. Na dat gevecht werd hij nooit meer gebruikt en werd hij vernietigd bij de tweede val van Angband.
Het was ook de naam van de stormram die werd gebruikt tijdens het beleg van Minas Tirith. Sauron had er vele dagen aan zitten smeden en er vele toverformules over uitgesproken om het zijn verwoestende kracht te geven.